# Eardisley
Eardisley – wieś w Anglii, w hrabstwie Herefordshire. Leży 22 km na północny zachód od miasta Hereford i 211 km na zachód od Londynu.